# 福斯城
福斯城（法語：Fosses-la-Ville，法語發音：[fos la vil] ⓘ）是比利时瓦隆大区那慕爾省那慕爾區的一座城市，西与埃諾省接壤，通行法语，是比利时法语社群的一部分，面积63.24平方千米，人口10,449人（2018年1月1日）。

## 友好城市
- 法國 奥尔贝
- 義大利 纳维廖河畔罗贝科